# Frédéric Finot
Frédéric Finot (Nevers, 20 de marzo de 1977) es un ciclista francés. Fue profesional de 1999 a 2008, y a partir de 2009 se recalificó como amateur.

## Palmarés
1998
- 1 etapa del Triptyque des Monts et Châteaux

1999
- 3.º en el Campeonato de Francia Contrarreloj

2000
- 1 etapa del Tour de Normandía
- 1 etapa del Tour de Valonia
- 1 etapa del Tour del Porvenir

2002
- Tour de Doubs
- Mi-août bretonne

2003
- 1 etapa de los Cuatro Días de Dunkerque

2004
- Boucles de l'Aulne
- Dúo Normando (con Eddy Seigneur)
- 3.º en el Campeonato de Francia Contrarreloj

2005
- París-Corrèze, más 1 etapa
- 3.º en el Campeonato de Francia Contrarreloj

2007
- 1 etapa de la Ruta del Sur

2010
- 1 etapa del Tour de Alsacia

## Resultados en Grandes Vueltas y Campeonatos del Mundo
| Carrera              | Carrera              | 1999 | 2000 | 2001 | 2002 | 2003  | 2004  | 2005  | 2006  | 2007 | 2008 |
| -------------------- | -------------------- | ---- | ---- | ---- | ---- | ----- | ----- | ----- | ----- | ---- | ---- |
|                      | Giro de Italia       | ―    | ―    | ―    | ―    | ―     | ―     | ―     | ―     | ―    | ―    |
|                      | Tour de Francia      | ―    | ―    | ―    | ―    | 137.º | 145.º | ―     | ―     | ―    | ―    |
|                      | Vuelta a España      | ―    | ―    | ―    | ―    | ―     | ―     | 123.º | F. c. | ―    | ―    |
| Mundial en Ruta      | Mundial en Ruta      | ―    | Ab.  | ―    | ―    | ―     | ―     | ―     | ―     | ―    | ―    |
| Mundial Contrarreloj | Mundial Contrarreloj | ―    | ―    | ―    | ―    | ―     | 21.º  | ―     | ―     | ―    | ―    |

―: no participa
Ab.: abandono
F. c.: fuera de control